# Grande filtro

I consumi energetici dei tre livelli della scala di Kardašëv. Un grande filtro implicherebbe l'assenza di civiltà superiori al secondo livello.

Il grande filtro è stato definito nel 1998 dall'economista statunitense Robin Hanson come una sorta di barriera che inibisce lo sviluppo di civiltà extraterrestri durevoli nel tempo.
Hanson ipotizza che il nostro fallimento nel reperire civiltà extraterrestri nell'universo osservabile implichi la possibilità di un errore all'interno delle varie teorie scientifiche secondo le quali è probabile lo sviluppo di vita intelligente avanzata; questa osservazione è concettualizzata nei termini di un "grande filtro", che riduce il grande numero di luoghi dove la vita intelligente potrebbe formarsi al piccolo numero di civiltà avanzate attualmente osservate (al momento solo una, quella umana). Questo meccanismo, che potrebbe trovarsi nel nostro passato o nel nostro futuro, potrebbe funzionare come una barriera all'evoluzione della vita intelligente, oppure come un'alta probabilità di autodistruzione di questa. La principale conclusione di questa teoria è che, tanto più è stato facile per la vita evolversi fino al nostro stadio presente, tanto più sono scarse le nostre possibilità di sopravvivere in futuro.
Il grande filtro è una delle soluzioni possibili del paradosso di Fermi.